# Leó Forgács
Leó Forgács (nascut Léo Fleischmann, el 5 d'octubre de 1881 a Budapest, Hongria, mort el 17 d'agost de 1930 a Berettyóújfalu, Hajdú-Bihar, Hongria) fou un jugador d'escacs hongarès, campió d'Hongria el 1907.

## Resultats destacats en competició
Fleischmann va començar la seva carrera internacional a Hannover el 1902, on va guanyar el Haupturnier B de la 13a edició del DSB Congress. El 1904, va quedar 6è al torneig "gambit Rice" dins el Torneig d'escacs de Montecarlo. El mateix any, fou 10è a Coburg (14ena edició del 'DSB Congress - el torneig va ser guanyat per Curt von Bardeleben, Carl Schlechter i Rudolf Swiderski. El 1905, va guanyar a Barmen (Torneig B), per damunt de Rudolf Swiderski. El 1905, va quedar cinquè a Viena, amb victòria de Schlechter. El 1906, empatà als llocs 3r-4t a Nuremberg (15è DSB Congress, triomf de Frank Marshall). Fou 5è al Torneig d'Escacs d'Oostende de 1907 (Torneig de Mestres), amb victòria d'Ossip Bernstein i Akiba Rubinstein. El 1907, va guanyar el segon Campionat hongarès a Székesfehérvár.
Després de 1908, Fleischmann canvia el seu cognom per Forgács. Va quedar 14è al Memorial Txigorin a Sant Petersburg el 1909, amb victòria d'Emanuel Lasker i Rubinstein. El 1910, va quedar 9è-10è a Hamburg (17è DSB Congress), triomf de Schlechter. El 1911, va ser tercer a San Remo, amb victòria de Hans Fahrni. El 1912, va quedar 13è al Torneig d'escacs de Sant Sebastià, (victòria de Rubinstein). El 1912, va aconseguir ser 3r a Budapest, amb triomf de Milan Vidmar. El 1913, va ser 3r a Budapest, amb triomf de Rudolf Spielmann.
El 1913, Forgacs abandonà la competició per esdevenir enginyer. Fou cronista d'escacs en un diari, i arribà a publicar un llibre: A sakkjáték gyöngyei, (Les perles dels escacs), Budapest, 1910.

## Partides destacades
- Leo Fleischmann vs Rudolf Swiderski, Montecarlo 1904, gambit de rei acceptat, gambit Rice, C39, 1-0
- Aron Nimzowitsch vs Leo Fleischmann, Barmen 1905, Masters B, obertura escocesa, variant Schmidt, C47, 0-1
- Leó Forgács vs Savielly Tartakower, Sant Petersburg 1909, Defensa francesa, C13, 1-0
- Richard Réti vs Leó Forgács, Budapest 1913, Ruy Lopez, defensa Morphy, variant Tarrasch, C77, 0-1